# Nan’an
Nan’an is een arrondissement in de stadsprefectuur Quanzhou in de provincie Fujian van China. Nan’an heeft 936.897 inwoners. en is onderdeel van de agglomeratie rondom Quanzhou met 17 miljoen inwoners.
- Library of Congress Control Number: no2021120622
- Nationale bibliotheek van Australië: 36620551
- Nationale Bibliotheek van Israël: 987007555098105171
- Virtual International Authority File: 5247163464612005680002